# سوپر ماریو گلکسی ۲
سوپر ماریو گلکسی ۲ (به ژاپنی: スーパーマリオギャラクシー2 Sūpā Mario Gyarakushī Tsū) یک بازی ویدئویی در سبک سکوبازی که توسط نینتندو ای‌اِی‌دی توکیو ساخته شده و به‌وسیلهٔ شرکت نینتندو برای کنسول بازی وی منتشر شده است. این بازی برای اولین بار در نمایشگاه رسانه و تجارت ای۳ سال ۲۰۰۹ رونمایی شد و سپس در ۲۳ و ۲۷ مه ۲۰۱۰ در آمریکا و ژاپن و ۱۱ ژوئن در اروپا عرضه شد. سوپر ماریو گلکسی ۲ به عنوان چهارمین بازی ۳ دی در سری بازی‌های سوپر ماریو، و ادامهٔ بازی سوپر ماریو گلکسی در سال ۲۰۰۷ به‌شمار می‌رود.